# Moto Morini X-Cape 650
La Moto Morini X-Cape 650 è una motocicletta prodotta dalla casa motociclistica italiana Moto Morini dall'agosto 2021.

## Descrizione
Presentata inizialmente in forma prototipale ad EICMA nel 2019, ha debuttato in veste definitiva sul mercato cinese ad inizio giugno 2021, venendo poi presentata a novembre 2021 nuovamente ad EICMA. Progettata nella stabilimento di Trivolzio a Pavia, viene fabbricata in Cina dalla Zhongneng Vehicle Group.

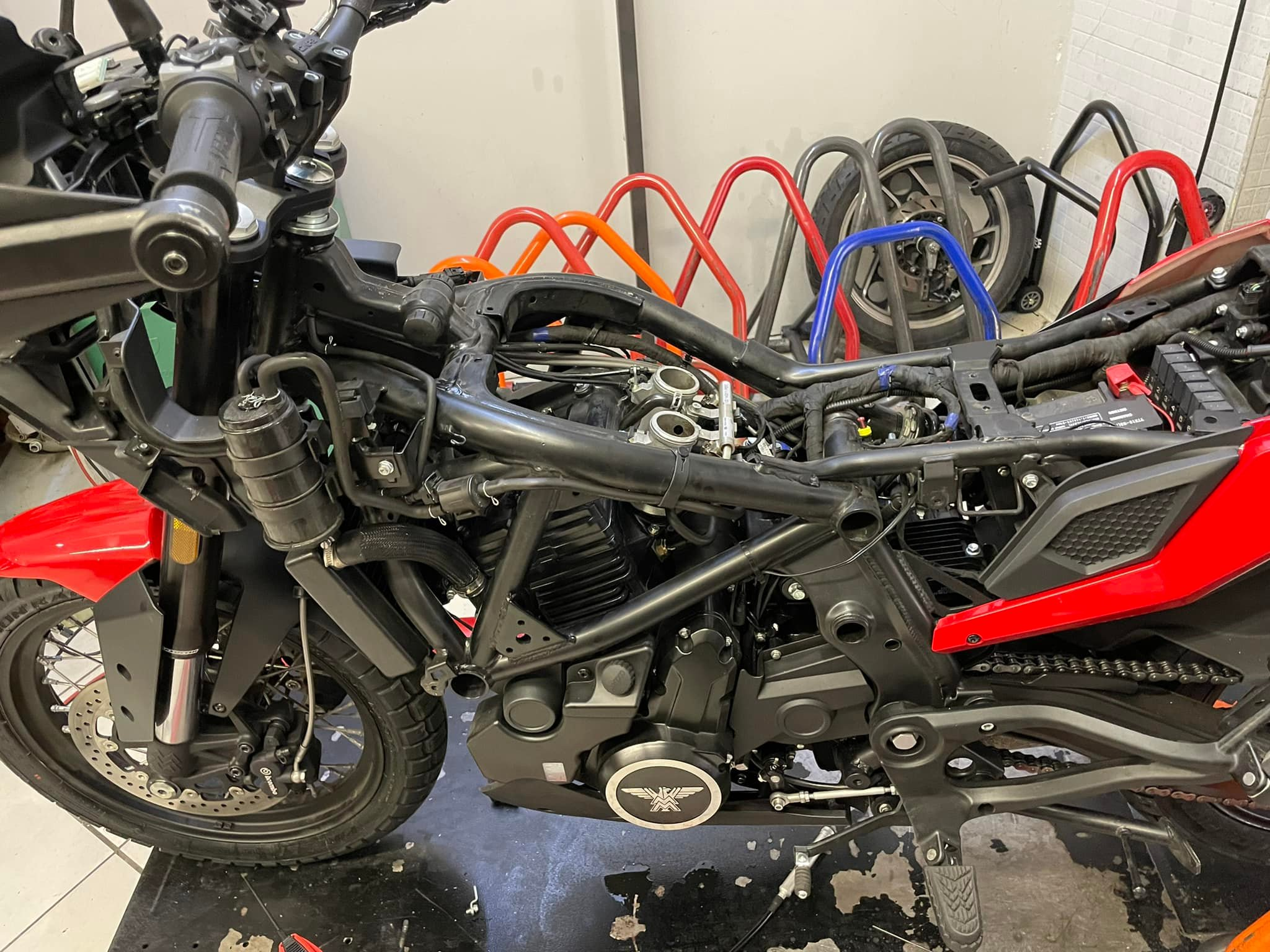
Vista della moto parzialmente smontata

Viene equipaggiata con il motore bicilindrico con raffreddamento a liquido bialbero a 8 valvole (4 per ogni cilindro) alimentato da un sistema ad iniezione elettronica Bosch, posto in posizione trasversale dalla cilindrata di 649 cm³, che in questa versione dispone di 60 CV a 8250 giri/min e 56 N m di coppia a 7000 giri/min.
È disponibile anche una versione depotenziata a 48 CV, rientrando nella categoria dei neopatentati A2. Il peso si attesta sui 213 kg a secco, 234 in ordine di marcia (pieno carburante più olio). La trasmissione è affidata ad un cambio a sei marce con catena.
Il telaio è un classico traliccio in tubi d'acciaio perimetrali, un traliccio anteriore a sostenere la testa e un fazzoletto di rinforzo dove si ancora il forcellone, dotato di una sospensione anteriore con forcella a steli rovesciati da 50 mm della Marzocchi, mentre al posteriore trova posto un classico forcellone oscillante in alluminio ancorato ad un monoammortizzatore centrale KYB.
Il sistema frenante della Brembo è costituito all'avantreno da un doppio disco semiflottante con diametro da 298 mm con pinze a due pistoncini e al retrotreno da un disco singolo da 255 mm, fornito di ABS della Bosch. Gli pneumatici tubeless che misurano 110/80-19 M/C davanti e 150/70-17 M/C dietro, sono calzati su cerchi a raggi oppure in lega.